# Parennomos
Parennomos là một chi bướm đêm thuộc họ Geometridae.